# Amerigo Clocchiatti
Amerigo Clocchiatti (Tavagnacco, 8 dicembre 1911 – Como, 13 marzo 1992) è stato un partigiano, politico e sindacalista italiano.

## Biografia
A fine anni '20 espatriò clandestinamente in Francia. Nel 1930 si trasferisce in Unione Sovietica, dove frequenta dal 1933 al 1935 la scuola leninista a Mosca. Dopodiché, rientrato illegalmente in Italia, assunse la direzione della Federazione comunista clandestina di Udine e si impegnò poi nella riorganizzazione dei comunisti milanesi. Dopo lo scoppio del secondo conflitto mondiale, riparò nuovamente in Francia, e combatté nella Resistenza d'Oltralpe.
Nel 1942 era di nuovo in Italia e nella Resistenza ricoprì il ruolo di commissario politico delle Brigate Garibaldi del Veneto orientale, col nome di "Ugo".

### Eccidio di Malga Silvagno
Fu implicato nella vicenda dell'eccidio di Malga Silvagno (Conco prov. di Vicenza) del 28/12/1943, in quanto dirigente e diretto superiore dei quattro partigiani comunisti uccisi. I quattro, forzatamente inseriti nel gruppo partigiano di Fontanelle di Conco dalla direzione provinciale del PC (presieduta dal Clocchiatti), dovevano nelle intenzioni prenderne l'egemonia, nonostante il gruppo fosse composto in gran parte da partigiani di ideologia non comunista. Al sopravvenire delle inevitabili insofferenze, secondo le tesi più diffuse il Clocchiatti avrebbe ordinato la soppressione del maggiore esponente della fazione avversaria ovvero Luigi Nodari. Venuti a conoscenza dell'ordine, i partigiani badogliani, seguendo opportuni ordini provinciali, anticiparono l'evento uccidendo i quattro comunisti.
Secondo alcuni studiosi storici, in particolare lo Zorzanello, gli esponenti del Partito Comunista non indagarono approfonditamente il fatto, per evitare che venisse scoperto l' "errore" nel comportamento dei dirigenti (l'ordine di uccidere il Nodari) e che tale fatto pregiudicasse le carriere politiche che si aprivano loro nel dopoguerra. A supporto di tale ipotesi la relazione del partigiano Trentin "Milo", comunista testimone dell'eccidio, che rilasciò una testimonianza lacunosa ed in parte contraddetta dal rapporto del medico legale. Il Milo si era consultato con i dirigenti comunisti prima di deporre. Partì subito dopo per un viaggio i cui costi difficilmente avrebbe potuto sostenere da solo.

### Carriera politica
Dal 1948 al 1963 è stato deputato per il PCI.
Ritiratosi dalla vita politica nazionale, si trasferisce ad Alzate Brianza dove viene nominato consigliere comunale.